# Martin Müller-Reinhart
Martin Müller-Reinhart (* 15. November 1954 in Solothurn; † 9. März 2009 in Paris) war ein Schweizer Künstler (Maler, Graveur/Druckgrafiker, Bildhauer, Rauminstallationen).

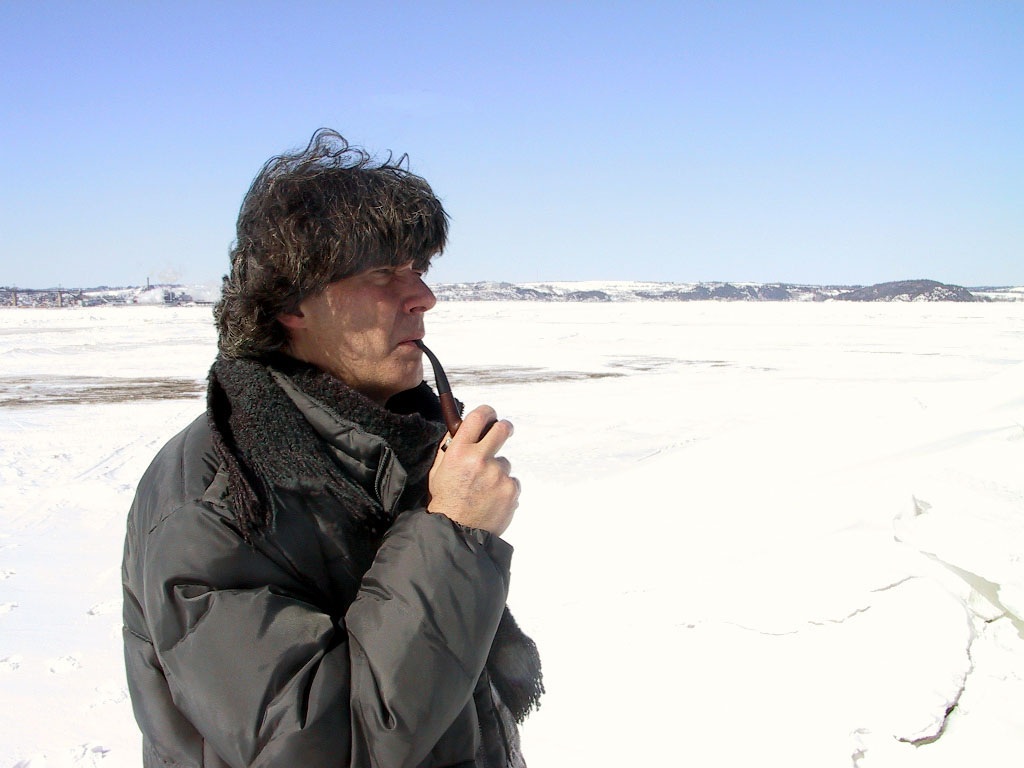
Martin Müller-Reinhart, 2003

Er lebte und arbeitete in Paris und betrieb eine intensive Ausstellungstätigkeit vorwiegend in Europa und Nordamerika. Daneben wurde er von Galerien in der Schweiz, in Frankreich, Belgien und Kanada vertreten.